# Jean-Louis Mucchielli
Pour les articles homonymes, voir Mucchielli.
Jean-Louis Mucchielli, né en 1950 à Luynes, est un universitaire et économiste français, professeur honoraire des universités en économie (Université Paris 1 Panthèon-Sorbonne). Directeur de la faculté et de recherche de l'école de commerce Skema (2016-2017), il est depuis 2018, senior advisor puis doyen associé pour la recherche de Rennes School of Business (RSB).

## Biographie
Après des études de sciences économiques (Aix et Paris 1) et de sciences politiques (Sciences Po Paris), il soutient en 1981 une thèse de troisième cycle à l'université Paris 1, puis une thèse d'État en 1984 dans la même université, sous le titre Firmes multinationales, mutations et nouvelles perspectives. En 1985, il réussit l'agrégation des facultés de Droit et de Sciences économiques.
Il est chargé de travaux dirigés en 1977-1979, puis comme assistant en 1979-1981. En 1981, il est recruté comme maître de conférences à l'université d'Aix-Marseille III, puis en 1985, il est nommé professeur successivement à l'université de Toulon, puis en 1989 à l'université Paris 1 Panthéon-Sorbonne. En 2004-2006, il est nommé conseiller culturel à l'ambassade de France au Japon à Tokyo puis à chercheur visiteur l'Université Waseda en 2006-2007. En 2008, il est nommé président du jury de l'agrégation externe de sciences économiques et sociales et conseiller scientifique de l'AERES (agence d’évaluation de l'enseignement supérieur et de la recherche). En 2010, Il est nommé recteur de l'académie d'Amiens, puis en 2012, directeur général de l’enseignement supérieur et de l’insertion professionnelle au ministère de l'enseignement supérieur et de la recherche. 
Il est également maire-adjoint d'Épinay-sur-Orge, chargé du développement économique (1995-2001).
Il est chevalier dans l'Ordre National du Mérite et commandeur des palmes académiques.

## Activités de recherche et éditoriales
- Direction de recherche

Durant 25 ans, il est directeur du centre de recherche d'économie internationale de l'UFR de Sciences économiques de l’université de Paris 1 Panthéon-Sorbonne et également directeur du DEA (master) de Stratégie Industrielle dans l'UFR de Gestion de la même université. Dans ce cadre, il a dirigé plus de 30 thèses de doctorats dont celles de : Thierry Mayer (actuellement directeur de la faculté d'économie Sciences Po Paris) et celle d'Emmanuelle Combe (vice président de l'Autorité de la concurrence, Rodolphe Desbordes (professeur à Skema),    
- Travaux de recherches

Jean-Louis Mucchielli, a été parmi les premiers en France à effectuer des recherches sur les échanges appelés "intra-industriel" ou "intra-branche". Il a  publié de nombreux articles scientifique sur ce sujet dont en 1979, un article avec B. Lassudrie-Duchêne dans la revue économique. Ces travaux ont conduit aux notions de décomposition internationale des processus productifs (DIPP), repris plus tard dans la littérature anglophone au travers de l'analyse sur la fragmentation internationale de la production et de la chaîne globale de la valeur ajoutée.  
Ses travaux ont conduit également à rapprocher les théories de l'échange international avec celles de la multinationalisation des firmes, contribuant ainsi au courant de l'économie industrielle internationale. et à l'apparition en France des analyses en termes de géographie économique. cf. Mucchielli J.L. & F. Defever, (2004) « Décomposition internationale de la chaîne de valeur : Une étude de la localisation des firmes multinationales dans l’Union Européenne élargie », in Revue Economique n° 6, novembre
Ses recherches sur les stratégies des entreprises internationales l'ont amené à introduire en France les analyses sur la localisation des multinationales, leurs stratégies d'agglomération ainsi que l'étude de l'impact des délocalisations. cf. son article «  l’entreprise multinationale », Encyclopédia Universalis.  
- Publications issus des conférences en Sorbonne

Dans ce cadre, il a organisé de nombreuses conférences internationales à la Sorbonne qui ont débouché sur de larges publications anglo-saxonnes sous la forme d'édition d'ouvrages collectifs issus de ces conférences. Notons dan ce cadre les livres publiés comme J.L. Mucchielli & Peter Buckley (Edward Elgar), JL Mucchielli et J. Dunning (Routledge), JL Mucchielli et R. Lipsey (Routledge) etc.

## Publications récentes
Quelques ouvrages sur la vingtaine publiés
- J.L. Mucchielli, E. Combe, La compétitivité par la qualité, 2011, Fondapol.

- Économie internationale, avec Thierry Mayer, Hypercours, Dalloz, rééd. 2011
- La Mondialisation, chocs et mesure, éditions Hachette supérieur, 2008
- J.L. Mucchielli & T. Mayer éditeurs, Multinational Firms Strategies and the New Economic Geography, Edwards Elgar, Londres, 2004, colloque Sorbonne
- J. Dunning et J.L. Mucchielli éditeurs: Multinational firms, global-local dilemna. , Routledge, N.Y., Londres., (2002) 221 p., colloque Sorbonne.
- Multinationales et mondialisation, Editions Seuil, 365p. , 1998, 2004)
- Le commerce extérieur de la France, Armand Colin, octobre 1999
- Multinational Firms and International Relocation, co-édité par P. Buckley et J.L. Mucchielli, Edward Elgar, Londres (1997), colloque Sorbonne .

Quelques articles scientifiques sur les 80 publiés
1. "International  trade in Disembodied Technology: Trends, Patterns, and comparisons for European and OECD countrie" Avec N. Avalonne et S. Chedor, (2012),in: Innovation and creativity: The future of the global economy, De Beule, Filip and Ysabel Nauwelaerts (eds), Edward  Elgar, Dec 2012 224 pp Hardback
2. "MNC’s location choice and agglomeration: a comparison between US  and European affiliates" Avec Pei Yu (2011), in  Asia Pacific Business Review, vol.17,no 4, octobre , p. 1-24.
3. “Do newly oligopolistic reaction” and host technology resources matter for MNC’s Location ?”, Avec Pei Yu  (2011),in Technology and investment, 2, p. 171-183.
4. (2009), "La mondialisation comme plurielle ", in La revue pour l’histoire du CNRS, no 24 Automne.
5. How do firms agglomerate? A study of FDI in France, (204)  Matthieu Crozet, Thierry Mayer, Jean-Louis Mucchielli, in Regional science and urban economics
6. Mucchielli J.L. & F. Puech, (2004), « Location of Multinational Firms and Agglomeration Effect: An Assessement of the Ellison and Glaeser Index on French Firms in Europe », in Ruffini J.P. ed. 2004, E. Elgar
7. « Internationalisation et localisation des firmes multinationales : l’exemple des entreprises françaises en Europe », Mucchielli J.L. & F. Puech, (in Economie et Statistiques novembre 2003 ,